# Postkolonialisme
Het postkolonialisme is een stroming binnen de geesteswetenschappen, literatuur en politicologie die zich bezighoudt met de culturele en humanitaire gevolgen van kolonialisme en imperialisme. Hierbij wordt kritiek geleverd op koloniale begrippenparen als westers/oosters (zie oriëntalisme) en gepleit voor de vervanging daarvan door een systeem van verschil en pluraliteit. In dit opzicht is postkolonialisme sterk verwant aan het poststructuralisme en de postmoderne filosofie.
Het begrip heeft niet per se betrekking op álle koloniale machten van de 19e en 20e eeuw. Zo geldt het doorgaans niet voor Rusland, Turkije, Japan, China en Haïti. Het richt zich vooral op het kolonialistische verleden en de 'culturele dekolonisatie' van West-Europese landen.
In de literatuur uit zich het postkolonialisme door het 'terugschrijven' aan de koloniale overheersers (met een term van Salman Rushdie): het schrijven van eigen literatuur en geschiedenis, veelal in de taal van de kolonisator.
Belangrijke postkoloniale denkers zijn onder meer Frantz Fanon (Franse Antillen), Edward Said (Palestina), Homi Bhabha en Gayatri Spivak (India) en Ngũgĩ wa Thiong'o (Kenia). Anton de Kom (Suriname) is te zien als een postkoloniale schrijver avant la lettre.
kolonie · kolonisatie · kolonialisme · dekolonisatie (staatkundig) · dekolonisatie (cultureel)· neokolonialisme · postkolonialisme · imperialisme